# Викторија Георгијева
Викторија Георгијева (буг. Виктория Георгиева; Варна, 21. септембар 1997), позната и под именом Victoria, бугарска је певачица. Од 2011. године активна је на музичкој сцени.

## Каријера
Георгијева је почела да пева са једанаест година. Након неког времена уписала се у вокални студио Angel Voices, где јој је учитељица певања била Атанаска Липчева. Георгијева је учествовала у прве три сезоне емисије X Factor Bulgaria у којој није прошла у даље фазе јер је жири није пустио, због тога што је била премлада. 2015. се поново пријављује и пролази у даље такмичење. Ту је певала разне песме попут "Rise Up", "Искам те", "Jingle Bells", "Read All About It" и "Hello". У деветој недељи такмичења је испала из такмичења.
Тада је добила понуду од издавачке куће Virginia Records, коју је одбила. 2016. потписује уговор са издавачком кућом Monte Music и објављује прву песму Nishto Sluchayno, са Вензијом и Ники Балаковим.
25. новембра 2019. године бугарска телевизија је открила да ће Виктроија предствљати Бугарску на Песми Евровизије 2020. године. 7. марта 2020. је представљена песма Tears Getting Sober, са којом би представљала Бугарску. 18. марта је објављено да је Песма Евровизије 2020. отказана због пандемије коронавируса. 20. марта БНТ је објавио да ће Викторија представљати Бугарску на Песми Евровизије 2021.

## Дискографија
- Nishto Sluchayno (2016) (са Бензијом и Ники Балаковим)
- Nezavarshen Roman (2016)
- Chast Ot Men (2017)
- Stranni Vremena (2018)
- I wanna know (2019)
- Tears Getting Sober (2020)